# 海南烟斗柯
海南烟斗柯（学名：Lithocarpus corneus var. hainanensis）为壳斗科柯属下的一个变种。

## 扩展阅读
- 維基物種上的相關：海南烟斗柯